# Phil Knight
Philip Hampson Knight (Portland, 24 febbraio 1938) è un imprenditore, dirigente d'azienda e produttore cinematografico statunitense, cofondatore e presidente emerito della Nike dopo esserne stato l'amministratore delegato e il presidente per più di 50 anni, è proprietario della Laika Entertainment (in precedenza Will Vinton Studios). Secondo Forbes, al 24 maggio 2022, è una delle persone più ricche del mondo, con un patrimonio stimato di 42,9 miliardi di dollari.

## Biografia

### Gli inizi
Nasce a Portland, in Oregon, figlio di Bill Knight, avvocato, politico e direttore del quotidiano del pomeriggio Oregon Journal, e di sua moglie Lota (Hatfield) Knight. Frequenta la Cleveland High School, si laurea nel 1959 in contabilità all'Università dell'Oregon, a Eugene, si arruola per un anno nell'esercito, quindi lavora come contabile prima con Coopers & Lybrand e poi con Price Waterhouse, insegna anche contabilità presso la Portland State University, nel 1962 consegue il Master in Business Administration alla Stanford Graduate School of Business, alla quale più di 40 anni dopo, nel 2006, farà una donazione di 105 milioni di dollari.
Negli anni cinquanta, quando è studente, si dedica molto allo sport correndo nel mezzofondo sotto la guida di Bill Bowerman e vincendo alcune gare in pista: il suo record personale sul miglio (1,6 chilometri) è di 4 minuti e 10 secondi. Una quindicina d'anni più tardi, nel 1977, insieme a Bowerman e Geoff Hollister, Knight fonderà una squadra americana chiamata Athletics West.

### La Nike
Dopo gli studi in economia aziendale decide di fare un viaggio intorno al mondo, nel novembre 1962 fa tappa a Kōbe, in Giappone. Lì scopre le scarpe da corsa della marca Tiger, prodotte a Kōbe dalla Onitsuka Co., oggi Asics. Impressionato dalla qualità e dal basso costo delle scarpe, chiede di incontrare il proprietario, Onitsuka; un incontro proficuo perché alla fine del colloquio Phil riesce ad assicurarsi i diritti di distribuzione del marchio Tiger per gli Stati Uniti occidentali.
Ci vuole più di un anno prima di avere i campioni di scarpe, durante quel periodo Knight trova qualche lavoro come contabile a Portland. Fa anche uno studio convincendosi che le sneakers giapponesi stiano penetrando nel mercato americano a danno di quelle tedesche nello stesso modo in cui in passato le macchine fotografiche giapponesi avevano soppiantato il dominio di quelle tedesche. Così, una volta ricevuti i campioni, li mostra a un tecnico, Bill Bowerman, il suo allenatore all'Università dell'Oregon. E i due si mettono d'accordo nel far nascere il 25 gennaio 1964 una partnership che prende il nome di "Blue Ribbon Sports" (BRS), il nome che in seguito sarebbe stato trasformato in Nike.
Le prime vendite di Knight sono realizzate con una leggendaria automobile verde Plymouth Valiant, sempre in giro per tutto il Pacifico nord-occidentale. Nel 1969 queste vendite permettono a Knight di lasciare il suo lavoro di contabile e di lavorare a tempo pieno per Blue Ribbon Sports, che nel 1971 è ribattezzato Nike in seguito al suggerimento del primo impiegato assunto in azienda, Jeff Johnson, che suggerisce di chiamarla "Nike", dal nome della dea greca della vittoria alata. Il logo "Swoosh" di Nike, ora considerato uno dei loghi più conosciuti del mondo, è commissionato per soli 35 dollari ad una studentessa di graphic design, Carolyn Davidson.
Durante il suo periodo in Nike, Knight ha sviluppato strette relazioni personali con alcuni degli atleti più conosciuti al mondo, tra cui Michael Jordan e Tiger Woods.

### Vinton Studios/Laika
Nel 1998 rileva una partecipazione del 15% in Will Vinton Studios, una società di film d'animazione creata dal regista Will Vinton e in fase di forte sviluppo. Nella società lavora come animatore anche il figlio di Knight, Travis, dopo un tentativo fallito di carriera nella musica rap. Nel 2002 Knight rileva il controllo di Will Vinton Studios e alla fine del 2003 nomina suo figlio nel consiglio di amministrazione dopo aver licenziato Will Vinton che ottiene comunque un risarcimento per la proprietà del nome. Nel 2003 Knight cambia nome all'azienda ribattezzandola Laika e vi investe 180 milioni di dollari. Lo studio pubblica il suo primo lungometraggio, Coraline (in stop motion), nel 2009. Coraline è un successo finanziario e nello stesso anno Travis Knight è promosso nei ruoli di CEO e presidente di Laika (cambierà poi il nome in Laika Entertainment), oltre a entrare far parte del consiglio di amministrazione della Nike.

### La morte del figlio
Nel maggio 2004 un altro figlio di Knight, Matthew di 34 anni, si reca in El Salvador per girare un video di raccolta fondi per Christian Children of the World, un'organizzazione non profit di Portland. Durante le immersioni con i colleghi nel Lago Ilopango, vicino a San Salvador, muore a 46 metri di profondità a causa di un attacco di cuore dovuto ad un difetto cardiaco congenito mai rilevato. Il cortometraggio di Laika Studio del 2005, Moongirl, sarà dedicato alla memoria di Matthew. Nel 2011 gli sarà dedicata la Matthew Knight Arena presso l'Università dell'Oregon.
Knight si dimette da AD di Nike il 18 novembre 2004, sei mesi dopo il funerale del figlio Matthew, ma mantiene la carica di presidente della società. Al suo posto è nominato William Perez, ex AD di SC Johnson & Son Inc, poi sostituito nel 2006 da Mark Parker il quale nel 2017 diventerà anche presidente. Dal 2012 è membro del Naismith Memorial Basketball Hall of Fame in qualità di contributore economico. Alla fine del 2015 annuncia che sta scrivendo un libro sui suoi primi anni alla Nike. L'autobiografia è intitolata Shoe Dog ed è pubblicata nell'aprile 2016, diventando un bestseller del New York Times. In Italia il libro, pubblicato dalla Mondadori, avrà come titolo L'arte della vittoria.

### Controversie
Knight è stato definito un "criminale d'azienda" nel libro di Michael Moore Giù le mani nel 1997. Il testo denunciava le terribili condizioni nelle fabbriche indonesiane, dove donne incinte e ragazze anche quattordicenni cucivano scarpe per fabbriche legate alla Nike. Moore si recò da Knight nella speranza di convincerlo a risolvere questo problema. L'intervista può essere vista nel documentario di Moore The Big One. Dei 20 amministratori delegati che Moore ha cercato di intervistare, solo Knight ha accettato l'incontro.
Knight informò Moore che la Nike non possedeva nessuna delle fabbriche in cui venivano prodotti i propri articoli: disse anche che, se egli (Moore) avesse costruito una fabbrica negli Stati Uniti che potesse bilanciare il rapporto qualità/prezzo dei prodotti d'oltremare, la Nike sarebbe stata la prima a comprare da lui. Knight promise nel 1998 d'imporre norme più restrittive per le fabbriche da cui la Nike ordina i prodotti, includendo l'età minima, la monitorizzazione e maggiore apertura per le pratiche dell'azienda.

### Vita privata
Knight incontra sua moglie, Penelope "Penny" Parks, ai tempi in cui lavora all'Università di Portland. Si sposano nel settembre 1968 e hanno due figli: Travis e Matthew (scomparso nel maggio 2004). Possiedono una casa a La Quinta, in California.

## Nei media
Nel film di Ben Affleck Air - La storia del grande salto (2023), che narra la vicenda delle Air Jordan, Phil Knight è interpretato dallo stesso Ben Affleck.

## Opere
- Philip Knight, L'arte della vittoria. Autobiografia del fondatore di Nike, Milano, Mondadori, 2016. ISBN 978-1501150111